# Кадавер (фільм)
«Кадавер» (англ. The Possession of Hannah Grace, буквально «Одержимість Ганни Грейс») — американський фільм жахів 2018 року з елементами фентезі та детективу; режисер Дідерік Ван Ружен, автор сценарію Браян Сіве, продюсери — Тодд Гарнер та Сіан Робінс. У головних ролях: Шей Мітчелл, Ґрей Деймон, Кірбі Джонсон та інші.
Світова прем'єра фільму — 29 листопада 2018 (Бразилія та ін.), прем'єра в США — 30 листопада 2018, в Україні — 6 грудня 2018.
Через місяць після невдалого сеансу екзорцизму з Ханною Ґрейс, який закінчився її смертю, інша молода жінка — колишня полісменка Меган Рід (акторка Шей Мітчелл) — у нічну зміну чергування на кладовищі стикається з жахливими видіннями та підозрює, що джерелом демонічних сил є одне із доставлених до моргу тіл.

## Сюжет
Колишня поліцейська Меган Рід (Шей Мітчелл) влаштувалася працювати до моргу. Її ніколи не лякали тиша, близькість трупів та самота. Тож проблем ніяких виникнути не могло. Та в перше ж її нічне чергування до моргу привозять тіло жінки, яка загинула під час проведення над нею обряду екзорцизму. Тихий і зрозумілий для Меган порядок роботи порушують тривожні відчуття. Чим більше наростає тривога, тим зрозумілішим стає, що сутність, яку намагалися вигнати з тієї жінки, нікуди не поділася. Вона ось тут, поряд, і не готова легко здаватися. А Меган дуже добре підходить цій істоті для реалізації подальших планів.

## Виробництво
Фільм жахів «Кадавер» зняв режисер Дідерік Ван Ружен із Нідерландів. Окрім численних короткометражок та роботи на телебаченні, в його доробку переважно трилери. Сценарій писав Браян Сів (серіал «Вовченя»). Назва фільму змінювалась в процесі роботи. Перший варіант назви — «Кадавер» (англ. Cadaver), що у перекладі означає «мертве тіло», згодом змінили на «Одержимість Ханни Ґрейс» (англ. The Possession of Hannah Grace).
Вигадана лікарня Boston Metropolitan Hospital — це будинок міської ради Бостона.
Шей Мітчелл — четверта акторка з основного складу культового телесеріалу «Милі ошуканки», яка виконала головну роль у фільмі жахів. До неї це зробили Ешлі Бенсон («Щуролов», 2015), Троян Беллісаріо («Мучениці», 2016) і Люсі Гейл («Правда або дія», 2018).

### Перший фільм, знятий фотокамерою
«Кадавер» — перший повнометражний голлівудський фільм, повністю знятий на фотокамеру (бездзеркальна Sony A7S II).

## Знімальна група
- режисер — Дідерік Ван Ружен (нід. Diederik Van Rooijen)
- автор сценарію — Браян Сіве (англ. Brian Sieve)

### У ролях
| Актор                         | Роль                                |
| ----------------------------- | ----------------------------------- |
| Шей Мітчелл (Shay Mitchell)   | Меган Рід (Megan Reed)              |
| Ґрей Деймон (Grey Damon)      | Ендрю Куртц (Andrew Kurtz)          |
| Кірбі Джонсон (Kirby Johnson) | Ханна Ґрей (Hannah Grace / Cadaver) |
| Нік Тьюн (Nick Thune)         | Ренді (Randy)                       |
| Louis Herthum                 | Man / Killer / Grainger             |
| Стана Катіч (Stana Katic)     | Лайза Робертс (Lisa Roberts)        |
| Max McNamara                  | Dave                                |
| Jacob Ming-Trent              | Ernie Gainor                        |
| James A. Watson Jr.           | Dr. Henry Lewis                     |
| Marianne Bayard               | Female Ambulance Driver             |
| Adrian Mompoint               | Other Ambulance Driver              |
| Matt Mings                    | Megan's Police Partner              |
| Gijs Scholten van Aschat      | Father Marcato                      |
| Guy Clemens                   | Father Cunningham                   |
| Sean Burns                    | Junkie                              |